# Parkett angyalai
A Parkett angyalai Zoltán Erika sorban 10. stúdiólemeze.

## Az album dalai[1]
1. Intro (Kiss Gábor-Makka Tm) 1:31
2. Láz (Kiss Gábor-Makka Tm) 3:15
3. A szerelem (Kiss Gábor-Makka Tm) 3:45
4. Interlude 1. (Kiss Gábor) 0:27
5. Funky bár (Kiss Gábor-Makka Tm) 3:20
6. Interlude 2. (Székely Krisztián-Kátai Róbert) 0:38
7. Nem számít, csak táncolj (Kiss Gábor-Makka Tm) 3:32
8. Interlude 3. (Székely Krisztián-Kátai Róbert) 1:11
9. Naplemente (Kiss Gábor-Makka Tm) 3:24
10. Rossz napok után remix 2004 (Kassai Róbert-Varga Szabolcs-Duba Gábor) 4:50 rap: Dopeman, remix: Székely Krisztián
11. Ez az életünk (Kiss Gábor-Makka Tm) 3:20
12. Nem akarom már (Rakonczai Viktor-Makka Tm) 3:53
13. Interlude 4. (Székely Krisztián-Kátai Róbert) 0:06
14. Jó veled (Kiss Gábor-Makka Tm) 3:58
15. Rázd meg magad feat Robby D (Rakonczai Viktor-Makka Tm) 4:35 rap: Béres Attila
16. Musical intro (Székely Krisztián-Kátai Róbert) 1.25
17. Meditáció (Kiss Gábor-Makka Tm) 1:27
18. Ördög angyal (Kiss Gábor-Makka Tm) 2.32
19. Croissant belépője (Kiss Gábor-Makka Tm) 2:56
20. A felvételi (Kiss Gábor-Makka Tm) 2:45
21. A parkett angyalai (Kiss Gábor-Makka Tm) 3:45

## Közreműködtek
- Zoltán Erika – ének, vokál
- Sipeki Zoltán – gitár
- Kiss Gábor, Rakonczai Viktor – hangszerelés
- Smiley, Robby D – vokál